# John Gregorek
John Gregorek (né le 7 décembre 1991) est un athlète américain spécialiste du demi-fond.

## Biographie
Troisième des championnats des États-Unis 2017, il participe aux championnats du monde de Londres et se qualifie pour la finale du 1 500 m.

## Palmarès
| Date | Compétition           | Lieu    | Résultat | Épreuve | Marque        |
| ---- | --------------------- | ------- | -------- | ------- | ------------- |
| 2017 | Championnats du monde | Londres | 10e      | 1 500 m | 3 min 37 s 56 |

## Records
| Épreuve | Marque        | Lieu     | Date           |
| ------- | ------------- | -------- | -------------- |
| 1 500 m | 3 min 35 s 00 | New York | 6 juillet 2017 |